# Victor Ramler
Victor Ramler (Amsterdam, 17 december 1996) is een voormalig Nederlands langebaanschaatser. Zijn specialisatie lag op de lange afstanden.
In maart 2020 werd Ramler tijdens de WK voor studenten in Amsterdam wereldkampioen op de 5000 en 10.000 meter. In januari 2021 maakte Ramler zijn debuut in de wereldbeker. In seizoen 2022/2023 reed hij voor Team Reggeborgh en maakte hij met Patrick Roest, Lex Dijkstra en Marcel Bosker onderdeel uit van de allround-tak. Naast zijn schaatscarrière volgt Ramler een master Onderwijswetenschappen op de Universiteit van Amsterdam.
Na afloop van seizoen 2022-2023 vertrok Ramler bij Reggeborgh om zich aan te sluiten bij het marathonteam van Team Jumbo-Visma. Echter nog voordat het nieuwe seizoen was begonnen besloot Ramler zijn actieve schaatscarrière te beëindigen.

## Persoonlijke records[5]
| Afstand      | Tijd     | Datum            | Baan       |
| ------------ | -------- | ---------------- | ---------- |
| 500 meter    | 37,43    | 26 januari 2019  | Heerenveen |
| 1000 meter   | 1.16,05  | 7 november 2015  | Tilburg    |
| 1500 meter   | 1.48,78  | 27 december 2020 | Heerenveen |
| 3000 meter   | 3.43,72  | 19 december 2020 | Heerenveen |
| 5000 meter   | 6.19,80  | 17 oktober 2020  | Heerenveen |
| 10.000 meter | 13.11,45 | 28 december 2020 | Heerenveen |

## Resultaten
| Jaar | NK Afstanden                       | NK Allround             |
| ---- | ---------------------------------- | ----------------------- |
| 2018 |                                    | NC10 (12e, 9e, 12e, -)  |
| 2019 | massastart                         | NC11 (11e, 12e, 13e, -) |
| 2020 | 18e 1500m 12e 5000 6e massastart   | NC9 (10e, 8e, 13e, -)   |
| 2021 |                                    | NC11 (11e, 8e, 13e, -)  |
| 2022 | 6e 5000m · 5e 10000m · massastart  |                         |
| 2023 | 19e 1500m 12e 5000m 17e massastart | NC12 (10e, 11e, 15e, -) |

(#, #, #, #) = afstandspositie op allroundtoernooi (500m, 5000m, 1500m, 10000m).